# Капур, Джанви
Джанви Капур (англ. Janhvi Kapoor; род. 6 марта 1997, Мумбаи) — индийская актриса

, модель.

## Личная жизнь
Родилась 6 марта 1997 года в семье продюсера Бони Капура и его второй жены, актрисы Шридеви. Джанви имеет младшую сестру Кхуши и единокровных брата Арджуна и сестру Аншулу. Её мать скончалась в феврале 2018 года в Дубае.

## Карьера
В 2018 году Джанви снялась в фильме Dhadak, ремейке фильма «Дикий» на языке маратхи, вместе с Ишааном Хаттар, сводным братом Шахида Капура. Картина получила смешанные отзывы, в которых отмечалось, что Капур хорошо справилась с ролью, хотя её «акцент на мевари звучал скорее по-американски, чем как у раджастханки».
9 августа того же года было объявлено что Джанви исполнит роль в фильме Takht Карана Джохара, выход которого ожидался в 2020 году, однако он так и не был снят. [обновить данные]